# World Doubles Championships 1984 - Doppio
Il doppio del torneo di tennis World Doubles Championships 1984, facente parte del Virginia Slims World Championship Series 1984, ha avuto come vincitrici Ann Kiyomura e Pam Shriver che hanno battuto in finale Barbara Jordan e Elizabeth Sayers con il punteggio di 6–3, 6–7, 6–3.

## Teste di serie
1. Billie Jean King /  Sharon Walsh (semifinali)
2. Anne Hobbs /  Wendy Turnbull (semifinali)

1. Ann Kiyomura /  Pam Shriver (Campionesse)
2. Bonnie Gadusek /  Wendy White (primo turno)

## Tabellone

### Legenda
| - Q = Qualificato - WC = Wild card - LL = Lucky loser | - ALT = Alternate - SE = Special Exempt - PR = Protected Ranking | - w/o = Walkover - r = Ritirato - d = Squalificato |

|  | Primo turno | Primo turno                     | Primo turno                     | Primo turno | Primo turno |  |  | Semifinali | Semifinali                      | Semifinali                | Semifinali               | Semifinali |   |   | Finale | Finale                          | Finale | Finale | Finale |  |
|  |             |                                 |                                 |             |             |  |  |            |                                 |                           |                          |            |   |   |        |                                 |        |        |        |  |
|  | 1           | Billie Jean King Sharon Walsh   | 6                               | 2           | 6           |  |  |            |                                 |                           |                          |            |   |   |        |                                 |        |        |        |  |
|  |             | Gigi Fernández Beth Herr        | 0                               | 6           | 3           |  |  | 1          | Billie Jean King Sharon Walsh   | 0                         | 6                        | 6          |   |   |        |                                 |        |        |        |  |
|  |             | Barbara Jordan Elizabeth Sayers | Barbara Jordan Elizabeth Sayers | 6           | 6           |  |  |            | Barbara Jordan Elizabeth Sayers | 6                         | 3                        | 7          |   |   |        |                                 |        |        |        |  |
|  | 4           | Bonnie Gadusek Wendy White      | Bonnie Gadusek Wendy White      | 2           | 4           |  |  |            |                                 |                           |                          |            |   |   |        | Barbara Jordan Elizabeth Sayers | 3      | 7      | 3      |  |
|  | 3           | Ann Kiyomura Pam Shriver        | Ann Kiyomura Pam Shriver        | 6           | 6           |  |  |            |                                 | 3                         | Ann Kiyomura Pam Shriver | 6          | 6 | 6 |        |                                 |        |        |        |  |
|  |             | Alycia Moulton Paula Smith      | Alycia Moulton Paula Smith      | 3           | 2           |  |  | 3          | Ann Kiyomura Pam Shriver        | Ann Kiyomura Pam Shriver  | 6                        | 6          |   |   |        |                                 |        |        |        |  |
|  | 2           | Anne Hobbs Wendy Turnbull       | 2                               | 6           | 6           |  |  | 2          | Anne Hobbs Wendy Turnbull       | Anne Hobbs Wendy Turnbull | 4                        | 4          |   |   |        |                                 |        |        |        |  |
|  |             | Andrea Leand Mary-Lou Piatek    | 6                               | 1           | 3           |  |  |            |                                 |                           |                          |            |   |   |        |                                 |        |        |        |  |